# Brachycephalus pernix
Brachycephalus pernix, también llamada rana plancha, es una especie de anfibio anuro de la familia Brachycephalidae.

## Distribución geográfica
Esta especie es endémica de Paraná en Brasil. Habita a una altitud de 1400 m en la Serra da Baitaca en Quatro Barras y Morretes.

## Descripción
Los machos miden de 12 a 13.3 mm y las hembras de 14.1 a 15.8 mm.

## Publicación original
- Pombal, Wistuba & Bornschein, 1998 : A new species of brachycephalid (Anura) from the Atlantic Rain Forest of Brazil. Journal of Herpetology, vol. 32, n.º 1, p. 70-74[5]